# Erwin (voornaam)
Erwin is een voornaam die voorkomt in de Germaanse taalgebieden. Over de herkomst bestaat geen consensus. Meestal wordt aangenomen dat de naam is samengesteld uit de delen er en win. Win zou daarbij afstammen van het Germaanse wini en ‘vriend’ betekenen. Er kan dan afstammen van het Germaanse ēra en ‘eer’ betekenen. Erwin betekent volgens die analyse dan ‘eervolle vriend’, ‘eerwaardige vriend’ of ‘eerlievende’. Andere analyses herleiden Erwin tot voornamen als Arwin, Everwin, Herwin of Merwin, in welke gevallen Erwin de betekenissen van die namen - 'arendsvriend', 'evervriend', 'legervriend' of 'zeevriend' - overneemt. In het Engels taalgebied wordt Erwin ook wel afgeleid van Irvine of Irving, wat behalve voornamen ook namen van Britse plaatsen en rivieren zijn.

## Bekende personen met de voornaam Erwin
- Erwin Baker
- Erwin Bakker
- Erwin Bowien
- Erwin Céspedes
- Erwin Emata
- Erwin Koeman
- Erwin Komenda
- Erwin Kroll
- Erwin van Ligten
- Erwin Mortier
- Erwin Nijboer
- Erwin Nypels
- Erwin Olaf
- Erwin Radjinder
- Erwin Romero
- Erwin Ramírez
- Erwin Rommel
- Erwin Sánchez
- Erwin Schrödinger
- Erwin Thijs
- Erwin Vandenbergh
- Erwin Vandendaele
- Erwin Van Pottelberge
- Erwin Vanmol
- Erwin Vervecken
- Erwin de Vries